# Greg Jones (narciarz)
Gregory Francis Jones „Greg” Jones (ur. 3 grudnia 1953 w Truckee) – amerykański narciarz alpejski, brązowy medalista mistrzostw świata.

## Kariera
Wystartował na igrzyskach olimpijskich w Innsbrucku w 1976 roku, gdzie zajął dziewiąte miejsce w gigancie, jedenaste w zjeździe i dziewiętnaste w slalomie. W rozegranej tam tylko w ramach mistrzostw świata kombinacji wywalczył brązowy medal. W zawodach tych wyprzedzili go jedynie Włoch Gustav Thöni i Willi Frommelt z Liechtensteinu. Był to jego jedyny medal wywalczony na międzynarodowej imprezie tej rangi. Podczas rozgrywanych dwa lata wcześniej mistrzostw świata w Sankt Moritz zajął szesnaste miejsce w zjeździe i siedemnaste w gigancie.
W zawodach Pucharu Świata zadebiutował 16 grudnia 1973 roku w Saalbach, zajmując 25. miejsce w gigancie. Pierwsze punkty (do sezonu 1978/1979 punktowało tylko dziesięciu najlepszych zawodników) wywalczył 18 grudnia 1974 roku w Madonna di Campiglio, kończąc rywalizację w gigancie na drugiej pozycji. Uplasował się tam między dwoma Włochami: Piero Grosem i Tino Pietrogiovanną. W kolejnych startach jeszcze jeden raz stanął na podium: 5 marca 1976 roku w Copper Mountain był najlepszy w gigancie. W sezonie 1975/1976 zajął 18. miejsce w klasyfikacji generalnej, a w klasyfikacji giganta był szósty.

## Osiągnięcia

### Igrzyska olimpijskie
| Miejsce | Dzień     | Rok  | Miejscowość | Konkurencja | Czas biegu | Strata | Zwycięzca     |
| ------- | --------- | ---- | ----------- | ----------- | ---------- | ------ | ------------- |
| 11.     | 5 lutego  | 1976 | Innsbruck   | Zjazd       | 1:45,73    | +2,11  | Franz Klammer |
| 9.      | 10 lutego | 1976 | Innsbruck   | Gigant      | 3:26,97    | +4,80  | Heini Hemmi   |
| 19.     | 14 lutego | 1976 | Innsbruck   | Slalom      | 2:03,29    | +9,42  | Piero Gros    |

### Mistrzostwa świata
| Miejsce | Dzień     | Rok  | Miejscowość  | Konkurencja | Czas biegu | Strata     | Zwycięzca      |
| ------- | --------- | ---- | ------------ | ----------- | ---------- | ---------- | -------------- |
| 17.     | 5 lutego  | 1974 | Sankt Moritz | Gigant      | 3:07,92    | +10,46     | Gustav Thöni   |
| 16.     | 9 lutego  | 1974 | Sankt Moritz | Zjazd       | 1:56,98    | +3,83      | David Zwilling |
| 11.     | 5 lutego  | 1976 | Innsbruck    | Zjazd       | 1:45,73    | +2,11      | Franz Klammer  |
| 9.      | 10 lutego | 1976 | Innsbruck    | Gigant      | 3:26,97    | +4,80      | Heini Hemmi    |
| 19.     | 14 lutego | 1976 | Innsbruck    | Slalom      | 2:03,29    | +9,42      | Piero Gros     |
| 3.      | 14 lutego | 1976 | Innsbruck    | Kombinacja  | 24,62 pkt  | +43,22 pkt | Gustav Thöni   |

### Puchar Świata

#### Miejsca w klasyfikacji generalnej
- sezon 1974/1975: 19.
- sezon 1975/1976: 18.
- sezon 1976/1977: 54.

#### Miejsca na podium w zawodach
1. Madonna di Campiglio – 18 grudnia 1974 (gigant) – 2. miejsce
2. Copper Mountain – 5 marca 1976 (gigant) – 1. miejsce